# Banda de Música del Maestro Tejera
La Banda de Música del Maestro Tejera es una agrupación musical fundada en 1910 que tiene su sede en la ciudad de Sevilla (España).

## Historia
Fue fundada en 1910 por el maestro Manuel Pérez Tejera, partiendo de una banda anterior. En 1918 la agrupación recibió el encargo por parte del torero Joselito "el Gallo" de realizar el acompañamiento musical a los festejos taurinos que se celebraban en la plaza de toros Monumental de Sevilla, labor que realizó hasta que esta plaza de toros fue demolida. A partir de 1942 pasó a desempeñar la función de banda de música de la plaza de toros de la Real Maestranza de Caballería de Sevilla, actividad que continúa realizando en la actualidad (2016). En 1971, tras el fallecimiento de Manuel Pérez Tejera, la dirección de la agrupación pasó a su sobrino José Tristán Martín. En el año 2007 el puesto de director de la banda recayó en José Manuel Tristán Becerra, hijo del director anterior.

## Directores
- Manuel Pérez Tejera (1910-1970)
- José Tristán Martín (1971-2006)
- José Manuel Tristán Becerra (2007-2024)
- Sergio Jiménez Martín (2024-actualidad)[5]

## Reconocimientos
- En 1988 recibió por el Consejo General de Hermandades y Cofradías de Sevilla la insignia del Nazareno de Plata, en reconocimiento a su labor de acompañamiento en las procesiones que se celebran en la ciudad con motivo de la Semana Santa.
- En el año 2003, le fue concedido a su director por Canal Sur Radio, el premio "El Llamador", por su labor de difusión artística y cultural.
- En el año 2014 el Ayuntamiento de Sevilla otorgó a la agrupación la  Medalla de Oro de la ciudad en reconocimiento a su labor artística y musical.
- En el año 2015, la Asociación Taurina Parlamentaria, tras una reunión en el Palacio del Senado, acordó conceder a la Banda de Música del Maestro Tejera el premio a la mejor manifestación artística o cultural por su centenaria y brillante trayectoria musical.[6][7]

## Grabaciones
Tiene grabados 20 discos, la mayor parte de ellos dedicados a marchas de Semana Santa y pasodobles taurinos.
- Pasadobles
  - Disco de Oro Vol. 1
  - Disco de Oro Vol. 1
  - Cartel de Lujo
  - Puerta del Príncipe
  - Real Maestranza
  - Plaza de la Maestranza
  - Sevilla, Toros y Música
  - Pasodobles en Sevilla
  - ¡Música Maestro!
  - Grada 9
  - Tercio de Quites

- Marchas de Semana Santa
  - A ti Cofrade
  - Antología
  - Saeta
  - Clásico
  - Clásico 2
  - Clásico 3
  - Coronación
  - Marchas Populares Cofradieras
  - Nuevas Marchas Cofradieras
  - Nuevas Marchas Procesionales
  - Oración y Música
  - Semana Santa en Sevilla
  - Suena Tejera